# Iemasa Kayumi
Iemasa Kayumi (家弓 家正, Kayumi Iemasa), né le 31 octobre 1932 à Tōkyō et mort le 30 septembre 2014, est un seiyū et acteur. Il travaillait pour 81 Produce.

## Rôles

### Film d'animation
- Dragon Ball Z : Broly le super guerrier : Paragus
- Nausicää de la vallée du vent
- Saint Seiya : L'Ardent Combat des Dieux : Dorbal (ドルバル)
- 'Ghost in the Shell : Projet 2501, alias le Puppet Master
- Fullmetal Alchemist: Brotherhood : narrateur / Père[2]